# Yves Joly
Yves Joly (Troarn, 11 oktober 1908 - 24 mei 2013) was een Frans komiek, poppenspeler en -ontwerper, en theatervormgever. Hij ontwierp en trad op met marionetten, zotskolven, papiertheater (théâtre de papier), handpoppen en ook alleen met blote handen.

## Levensloop
Joly was als kind geen goede leerling. Bovendien spijbelde hij vaak en bracht hij dan zijn tijd door op de plaatselijke bibliotheek. Hier maakte hij op zijn twaalfde kennis met het toneel. Tot zijn zestiende sloot hij zich aan bij een amateurtoneelgroep.
In 1936 sloot hij zich aan bij het gezelschap Comédiens Routiers van Léon Chancerel, waar hij ook Hélène Charbonnier ontmoette met wie hij in 1937 trouwde. In deze tijd ontwierp hij daarnaast ook speelpoppen voor kinderen.
In 1940, tijdens de Tweede Wereldoorlog, werd hij in Baccarat gevangengenomen. In 1941 keerde hij terug naar Frankrijk. Hij vestigde zich in Périgueux in de Dordogne en begon met het geven van lessen in toneelkunst en van trainingen in poppentheater. Hier maakte hij speelpoppen van meer dan een meter hoog voor het spel Le septième jour, waarvoor Georges Crozes de tekst schreef.
In 1942 zette hij zijn eigen theatergroep op met de naam Compagnie Yves Joly. De andere acteurs waren zijn vrouw Hélène, Dominique Gimet en Georges Tournaire. In de jaren erop bracht hij talrijke poppencreaties voort voor zijn theaterprogramma's. In 1949 bracht hij het succesvolle cabaretprogramma La rose rouge ten tonele.
Aanvankelijk gebruikte hij traditionele vormen voor de marionetten en zotskolven, zoals in L’Arche de Noé, maar komt dan al snel met eigen creaties zoals te zien is in het silhouettentheaterstuk Bristol uit 1946 en stukken uit de jaren vijftig zoals Tragédie de papier. Sinds 1946 koos hij voor decors met een zwarte achtergrond, om de vormen en kleuren van de poppen beter tot uitdrukking te brengen. In de jaren vijftig regisseert hij daarnaast een twintigtal korte animatiefilms die dienen als reclamespots.
Net als het kubisme liet Joly zich ook door pure vormen inspireren, zoals een gezicht in de vorm van een omgevallen wassende maan, met een paar spleten om de neus en ogen te markeren. Volgens kunstcriticus Jean-Louis Mignon ongebruikelijke vormen, die door hun naaktheid de epische grandeur krijgen van wajangpoppen. In Les mains seules laat hij poppen zelfs volledig achterwege.
Tijdens het Festival van het Marionettentheater in Boekarest van 1958 werd zijn theatergroep onderscheiden met zowel de Grote Prijs - voor originaliteit en fantasie - als met de Gouden Medaille van het festival.
In 1974 staakte hij zijn carrière om voor zijn ernstig zieke vrouw Hélène te kunnen zorgen. Zij overleed uiteindelijk in 1976. Hierna wijdde hij zich aan de schilderkunst, wat hem de bijnaam de Matisse van de marionet oplevert, naar Henri Matisse.
In 1978 werd Joly samen met drie andere poppenspelers bekroond met de Erasmusprijs. Dat jaar traden alle prijswinnaars op tijdens het Holland Festival in Amsterdam.
In 2008 vierde hij zijn 100e verjaardag.

## Erkenning
- 1948: Prijs tijdens het Concours des jeunes compagnies théâtrales, Parijs
- 1958: Grote Prijs voor originaliteit en fantasie, Festival van het Marionettentheater, Boekarest
- 1958: Gouden Medaille, Festival van het Marionettentheater, Boekarest
- 1978: Erasmusprijs voor  Tragédie de Papier, samen met La Marionettistica van de gebroeders Napoli, Ţăndărică van Margareta Niculescu en Bread and Puppet van Peter Schumann
- 2001: Publiek eerbetoon in het Théâtre aux Mains nues in Parijs.

## Theaterproducties
Een selectie van zijn theaterproducties, waarvoor hij ook de poppen creëerde, is als volgt:
- 1941: Le septième jour, met tekst van Georges Crozes
- 1944: L'Arche de Noé
- 1946: Bristol
- 1948-49: Les mains seules
- 1950: Ivresse
- 1952: ''Jeux de cartes
- 1949: La rose rouge
- 1954: Ombrelles et parapluies
- 1956: Tragédie de papier